# 锈毛鱼藤
锈毛鱼藤（学名：Derris ferruginea），为豆科鱼藤属下的一个种。

## 扩展阅读
維基物種上的相關：锈毛鱼藤